# Aparell Ljungström

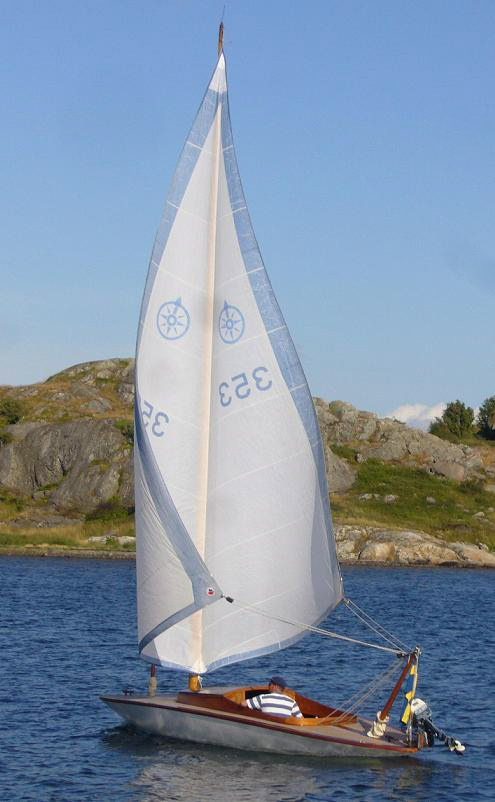
Iot amb aparell Ljungström navegant d'empopada.

Entre els aparells dels velers, l'aparell Ljungström és un sistema inventat per l'enginyer suec Fredrik Ljungström (famós per la turbina de vapor que porta el seu nom) que consta d'un arbre rotatiu, una vela triangular doble i una escota doble (dues veles i dues escotes independents).

## Història
Fredrik Ljungström i la seva família navegaven en el iot Ebella ormejat amb un aparell tradicional: vela major bermudiana i floc. Quan havien d'arrissar o arriar veles havien de sortir de la banyera, pujar a coberta i efectuar la tasca requerida. Amb mala mar es tractava d'una operació feixuga i perillosa, complicada per la presència de la botavara. Escarmentat per algunes males experiències que podien haver acabat en accidents greus, Fredrik Ljungström
va idear i construir un aparell senzill i segur que es podia controlar sense sortir de la banyera.
L'any 1920 va demanar una patent que li fou concedida el 1921.

## Components
El sistema està explicat a la patent de forma molt senzilla i resumida. El nombre d'aplicacions reals no està documentat però cap a l'any 1951 hi havia uns seixanta iots aparellats amb el sistema Ljungström. A continuació s'exposaran els components d'un cas particular.

### Pal
El pal era de fusta de forma tronco-cònica. Era buit per dins, format per dues meitats encolades longitudinalment. Incorporava una ranura per a inserir la ralinga de la vela doble. La drissa estava disposada interiorment i passava per una politja al cap del pal.
- Els pals de fusta del Patí de Vela català (actualment minoritaris) des dels anys 50 del segle passat fins ara, eren -i són- molt semblants: de fusta, buits, tronco-cònics, amb ranura incorporada i formats per dues meitats encolades.

El primer prototip disposava d'un estai de galop que fou suprimit posteriorment. Així, els pals posteriors no tenien ni estais, ni obencs, ni cap tipus d'eixàrcia de suport. La base del pal estava encaixada entre dos rodolaments de boles: un a nivell de coberta i un altre a la base.

#### Sistema giratori
Per sota de coberta una politja de fusta amb una ranura en V rebia una corda sens fi (una corda amb els dos caps units formant bucle) que permetia fer girar el pal des de la banyera.

### Vela
La vela Ljungström és una vela doble. Això és: dues veles idèntiques cosides a la mateixa ralinga. Hissar i arriar aquesta vela és igual que amb una vela normal. Les veles són triangulars (triangles isòsceles).
Un cop hissada la vela pot ser enrotllada totalment fent girar el pal. A una o altra banda. En plena navegació és possible reduir la superfície des de la banyera fent girar el pal.

### Escotes
Cada vela disposa d'una escota lligada al puny d'escota. Les dues escotes són independents i poden controlar-se segons les necessitats de la navegació. En cenyida, través i llarg les dues veles se superposen i actuen com una sola vela. Les escotes també estan pràcticament juntes. Navegant de popa les escotes i veles se separen i es despleguen a les dues bandes del pal.